# Isabella Lundgren
Isabella Gunhild Helén Lundgren (Karlstad, 21 dicembre 1987) è una cantante svedese.

## Biografia
Isabella Lundgren ha conseguito il suo primo ingresso nella Sverigetopplistan con l'album in studio d'esordio It Had to Be You, arrivato 25º in classifica. Out of the Bell Jar (2019), invece, le ha valso una nomination per un premio Grammis.

## Discografia

### Album in studio
- 2012 – It Had to Be You
- 2014 – Somehow Life Got in the Way
- 2015 – Isabella Sings the Treasures of Harold Arlen
- 2016 – Where Is Home
- 2017 – Songs to Watch the Moon
- 2018 – Hit the Road to Dreamland
- 2019 – Out of the Bell Jar
- 2021 – Look for the Silver Lining
- 2024 – The Way Yoy Look Tonight

### Singoli
- 2012 – Have Yourself a Merry Little Christmas (con Peter Asplund)
- 2016 – Fear and Trembling
- 2019 – Out of the Bell Jar
- 2019 – You're Gonna Make Me Lonesome When You Go
- 2020 – Where or When
- 2021 – Over the Rainbow (con Filip Ekestubbe)
- 2021 – Fly Me to the Moon (feat. Carl Bagge, Niklas Fernqvist & Daniel Fredriksson)
- 2024 – The Way You Look Tonight (con Carl Bagge e Musica Vitae)